# Владислав Знамяровський
Владислав Знамяровський (біл. Уладзіслаў Знамяроўскі)  — білоруський редактор, видавець і публіцист. 

## Видавнича діяльність
У 1920-1930-х тримав у Вільнюсі приватне видавництво. Видавав оригінальну і перекладну літературу, підручники, словники (всього близько 20 найменувань), зокрема «Білоруський календар на 1920 рік», «Сценічні твори» Л. Родевича, «Дід Завала» Ядвігіна Ш. (2-е вид.), «Російсько-білоруський словник» М. та Г. Горецьких (2-е вид.), «Короткий нарис історії Білорусі» В. Ігнатовського (4-е вид.), твори Г. Левчика. За випуск у 1928 «Білоруського декламатора» В. Знамяровський був притягнутий польською владою до судової відповідальності.